# Discographie de Status Quo
Pour un article plus général, voir Status Quo.
Cet article présente la discographie de Status Quo, groupe de boogie-hard rock britannique, créé en 1962 et toujours actif.
Cette discographie s'étale sur plus de cinquante années, depuis les premiers singles sous le nom de The Spectres, The Traffic Jam et de The Status Quo parus à la fin des années soixante, trente trois albums studios, dix albums en public et plusieurs compilations ont enrichi la discographie de ce groupe légendaire. En outre plus de cent singles sont sortis pour promouvoir leurs albums.

## Présentation
La carrière discographie du groupe débuta le 5 janvier 1968 par la sortie du single Pictures of Matchstick Men qui atteindra la 7e place des charts britanniques mais qui se classa aussi dans plusieurs autres pays européens. Il sera la seule trace du groupe dans les classements nord-américains, 12e place aux États-Unis et 8e au Canada. Le premier album studio, Picturesque Matchstickable Messages from the Status Quo, sortira le 27 août 1968. A cette époque, la musique du groupe était une musique pop teintée psychadélique, le boogie rock qui fera la popularité du groupe ne débuta qu'avec le troisième album paru en 1970, Ma Kelly's Greasy Spoon. Pile Driver (1972), cinquième album studio, sera le premier à se classer dans les charts britanniques où il atteindra la 5e place. Les albums se suivront au rythme d'un par an jusqu'en 1983 et l'album Back to Back. Par la suite, la sortie des albums se fera entre quatre et cinq albums par décennie, le dernier à ce jour étant Backbone paru en 2019.
La totalité du temps de classement des singles du groupe dans le UK Singles Chart dépasse les 415 semaines, soit sept ans et demi, la onzième meilleure performance d'un artiste à ce jour.
Les ventes mondiales de disques excéderaient plus de 118 millions d'exemplaires. Quatre albums, Hello! (1973), On the Level (1975), Blue for You (1976) et 1+9+8+2 (1982) ont atteint la première place des charts britanniques et quinze albums ont été certifiés disque d'or au Royaume-Uni, quinze ont été certifiés disque d'argent, un disque de platine et un double disque de platine.
En France, le nombre d'albums vendus dépasse les 1,9 million et la vente de singles, 925 000 exemplaires. Onze albums y ont été certifiés disque d'or.
Par contre, malgré un immense succès en Europe, le groupe ne reussira pas à séduire le public nord-américain, aucun albums n'entra dans les charts américain où canadiens.

## Albums

### Albums studios
| - Sortie: 27 septembre 1968 - Label: Pye Records - Formats: CD, K7, LP - AllMusic Lien - Titres: 12 | Black Veils of Melancholy When My Mind Is Not Live Ice in the Sun Elizabeth Dreams Gentleman Joe's Sidewalk Café Paradise Flat | Technicolour Dreams Sheila Spicks and Specks Sunny Cellophane Skies Green Tambourine Pictures of Matchstick Men |
| Cet album n'entra pas dans les classements musicaux.                                                | | |

| - Sortie: 1er septembre 1969 - Label: Pye Records - Formats: CD, K7, LP - AllMusic Lien - Titres: 12 | Face Without a Soul You're Just What I Was Looking for Today Are You Growing Tired of My Love Antique Angelique So Ends Another Life Poor Old Man | Mr Mind Detector The Clown Velvet Curtains Little Miss Nothing When I Awake Nothing at All |
| Cet album n'entra pas dans les classements musicaux.                                                 | |                                                                                            |

| - Sortie: 1er octobre 1970 - Label: Pye Records - Formats: CD, K7, LP - AllMusic Lien - Titres: 10 | Spinning Wheel Blues Daughter Everything Shy Fly (April), Spring, Summer and Wednesdays | Junior's Wailing Lakky Lady Need Your Love Lazy Poker Blues Is it Really Me / Gotta Go Home |
| Cet album n'entra pas dans les classements musicaux.                                               |                                                                                         |                                                                                             |

| - Sortie: 5 novembre 1971 - Label: Pye Records - Formats: CD, K7, LP - AllMusic Lien - Titres: 9 | Umleitung Nanana (Extraction I) Something's Going On In My Head Mean Girl Nanana (Extraction II) | Gerdundula Railroad Someone's Learning Nanana |
| Cet album n'entra pas dans les classements musicaux.                                             |                                                                                                  |                                               |

| Détails de l'album                                                                                    | Contenu                                           | Contenu                                                  | Certifications |
| Détails de l'album                                                                                    | Face 1                                            | Face 2                                                   | Certifications |
| --- | ------------------------------------------------- | -------------------------------------------------------- | -------------- |
| - Sortie: 15 décembre 1972 - Label: Vertigo Records - Formats: CD, K7, LP - AllMusic Lien - Titres: 8 | Don't Waste My Time Oh Baby A Year Unspoken Words | Big Fat Mama Paper Plane All the Reasons Roadhouse Blues | Or             |

| Position dans les classements musicaux | Position dans les classements musicaux | Position dans les classements musicaux | Position dans les classements musicaux | Position dans les classements musicaux |
| UK                                     | ALL                                    | AUS                                    | ECO                                    | NOR                                    |
| -------------------------------------- | -------------------------------------- | -------------------------------------- | -------------------------------------- | -------------------------------------- |
| 5                                      | 31                                     | 16                                     | 83                                     | 23                                     |

| Détails de l'album                                                                                     | Contenu                                                          | Contenu                                                           | Certifications |
| Détails de l'album                                                                                     | Face 1                                                           | Face 2                                                            | Certifications |
| --- | ---------------------------------------------------------------- | ----------------------------------------------------------------- | -------------- |
| - Sortie: 28 septembre 1973 - Label: Vertigo Records - Formats: CD, K7, LP - AllMusic Lien - Titres: 8 | Roll Over and Lay Down Claudie Reason for Leaving Blue Eyed Lady | Caroline Softer Ride And It's Better Now Forty-Five Hundred Times | Or · Or        |

| Position dans les classements musicaux | Position dans les classements musicaux | Position dans les classements musicaux | Position dans les classements musicaux |
| UK                                     | ALL                                    | AUS                                    | NOR                                    |
| -------------------------------------- | -------------------------------------- | -------------------------------------- | -------------------------------------- |
| 1                                      | 37                                     | 19                                     | 6                                      |

| Détails de l'album                                                                                | Contenu                                              | Contenu                                                     | Certifications |
| Détails de l'album                                                                                | Face 1                                               | Face 2                                                      | Certifications |
| ------------------------------------------------------------------------------------------------- | ---------------------------------------------------- | ----------------------------------------------------------- | -------------- |
| - Sortie: 1er mai 1974 - Label: Vertigo Records - Formats: CD, K7, LP - AllMusic Lien - Titres: 8 | Backwater Just Take Me Break the Rules Drifting Away | Don't Think It Matters Fine Fine Fine Lonely Man Slow Train | Or · Or        |

| Position dans les classements musicaux | Position dans les classements musicaux | Position dans les classements musicaux | Position dans les classements musicaux |
| UK                                     | ALL                                    | AUT                                    | NOR                                    |
| -------------------------------------- | -------------------------------------- | -------------------------------------- | -------------------------------------- |
| 2                                      | 21                                     | 10                                     | 6                                      |

| Détails de l'album                                                                                    | Contenu                                                              | Contenu                                                   | Certifications |
| Détails de l'album                                                                                    | Face 1                                                               | Face 2                                                    | Certifications |
| --- | -------------------------------------------------------------------- | --------------------------------------------------------- | -------------- |
| - Sortie: 21 février 1975 - Label: Vertigo Records - Formats: CD, K7, LP - AllMusic Lien - Titres: 10 | Little Lady Most of the Time I Saw the Light Over and Done Nightride | Down Down Broken Man What To Do Where I Am Bye Bye Johnny | Or · Or        |

| Position dans les classements musicaux | Position dans les classements musicaux | Position dans les classements musicaux | Position dans les classements musicaux | Position dans les classements musicaux | Position dans les classements musicaux |
| UK                                     | ALL                                    | AUS                                    | FRA ,                                  | NOR                                    | P-B                                    |
| -------------------------------------- | -------------------------------------- | -------------------------------------- | -------------------------------------- | -------------------------------------- | -------------------------------------- |
| 1                                      | 11                                     | 2                                      | 1                                      | 4                                      | 1                                      |

| Détails de l'album                                                                                | Contenu                                                                  | Contenu                                                | Certifications |
| Détails de l'album                                                                                | Face 1                                                                   | Face 2                                                 | Certifications |
| ------------------------------------------------------------------------------------------------- | ------------------------------------------------------------------------ | ------------------------------------------------------ | -------------- |
| - Sortie: 12 mars 1976 - Label: Vertigo Records - Formats: CD, K7, LP - AllMusic Lien - Titres: 9 | Is There a Better Way Mad About the Boy Ring of Change Blue for You Rain | Rollin' Home That's a Fact Ease Your Mind Mystery Song | Or · Or        |

| Position dans les classements musicaux | Position dans les classements musicaux | Position dans les classements musicaux | Position dans les classements musicaux | Position dans les classements musicaux | Position dans les classements musicaux | Position dans les classements musicaux |
| UK                                     | ALL                                    | AUS                                    | FRA                                    | N-Z                                    | P-B                                    | SWE                                    |
| -------------------------------------- | -------------------------------------- | -------------------------------------- | -------------------------------------- | -------------------------------------- | -------------------------------------- | -------------------------------------- |
| 1                                      | 15                                     | 3                                      | 4                                      | 9                                      | 2                                      | 3                                      |

| Détails de l'album                                                                                     | Contenu                                                                            | Contenu                                                                              | Certifications |
| Détails de l'album                                                                                     | Face 1                                                                             | Face 2                                                                               | Certifications |
| --- | ---------------------------------------------------------------------------------- | ------------------------------------------------------------------------------------ | -------------- |
| - Sortie: 11 novembre 1977 - Label: Vertigo Records - Formats: CD, K7, LP - AllMusic Lien - Titres: 12 | Hard Times Can't Give You More Let's Ride Baby Boy You Don't Own Me Rockers Rollin | Rockin' All Over the World Who I Am ? Too Far Gone For You Dirty Water Hold You Back | Or · Or · Or   |

| Position dans les classements musicaux | Position dans les classements musicaux | Position dans les classements musicaux | Position dans les classements musicaux | Position dans les classements musicaux | Position dans les classements musicaux | Position dans les classements musicaux | Position dans les classements musicaux | Position dans les classements musicaux |
| UK                                     | ALL                                    | AUS                                    | AUT                                    | FRA                                    | NOR                                    | N-Z                                    | P-B                                    | SWE                                    |
| -------------------------------------- | -------------------------------------- | -------------------------------------- | -------------------------------------- | -------------------------------------- | -------------------------------------- | -------------------------------------- | -------------------------------------- | -------------------------------------- |
| 5                                      | 7                                      | 12                                     | 24                                     | 8                                      | 16                                     | 29                                     | 9                                      | 19                                     |

| Détails de l'album                                                                                    | Contenu | Contenu                                                            | Certifications |
| Détails de l'album                                                                                    | Face 1 | Face 2                                                             | Certifications |
| --- | --- | ------------------------------------------------------------------ | -------------- |
| - Sortie: 27 octobre 1978 - Label: Vertigo Records - Formats: CD, K7, LP - AllMusic Lien - Titres: 10 | Again and Again I'm Giving Up My Worryin' Gonna Teach You to Love Me Someone Show Me Home Long-Legged Linda | Oh! What a Night Accident Prone Stones Let Me Fly Like a Good Girl | Or · Or        |

| Position dans les classements musicaux | Position dans les classements musicaux | Position dans les classements musicaux | Position dans les classements musicaux | Position dans les classements musicaux | Position dans les classements musicaux |
| UK                                     | ALL                                    | FRA                                    | NOR                                    | P-B                                    | SWE                                    |
| -------------------------------------- | -------------------------------------- | -------------------------------------- | -------------------------------------- | -------------------------------------- | -------------------------------------- |
| 3                                      | 11                                     | 20                                     | 18                                     | 8                                      | 15                                     |

| Détails de l'album                                                                                    | Contenu                                                                          | Contenu                                                       | Certifications |
| Détails de l'album                                                                                    | Face 1                                                                           | Face 2                                                        | Certifications |
| --- | -------------------------------------------------------------------------------- | ------------------------------------------------------------- | -------------- |
| - Sortie: 29 octobre 1979 - Label: Vertigo Records - Formats: CD, K7, LP - AllMusic Lien - Titres: 10 | Whatever You Want Shady Lady' Who Asked You Our Smiling Face Living on an Island | Come Rock with Me Rockin' On Runaway High Flyer Breaking Away | Or · Or · Or   |

| Position dans les classements musicaux | Position dans les classements musicaux | Position dans les classements musicaux | Position dans les classements musicaux | Position dans les classements musicaux | Position dans les classements musicaux |
| UK                                     | ALL                                    | AUT                                    | NOR                                    | P-B                                    | SWE                                    |
| -------------------------------------- | -------------------------------------- | -------------------------------------- | -------------------------------------- | -------------------------------------- | -------------------------------------- |
| 3                                      | 9                                      | 16                                     | 21                                     | 7                                      | 18                                     |

| Détails de l'album                                                                                   | Contenu                                                                   | Contenu                                                       | Certifications |
| Détails de l'album                                                                                   | Face 1                                                                    | Face 2                                                        | Certifications |
| --- | ------------------------------------------------------------------------- | ------------------------------------------------------------- | -------------- |
| - Sortie: 17 octobre 1980 - Label: Vertigo Records - Formats: CD, K7, LP - AllMusic Lien - Titres: 9 | What You're Proposing Run To Mummy' Don't Drive My Car Lies Over the Edge | The Wild Ones Name of the Game Coming and Going Rock 'n' Roll | Or · Or        |

| Position dans les classements musicaux | Position dans les classements musicaux | Position dans les classements musicaux | Position dans les classements musicaux | Position dans les classements musicaux | Position dans les classements musicaux |
| UK                                     | ALL                                    | AUT                                    | NOR                                    | P-B                                    | SWE                                    |
| -------------------------------------- | -------------------------------------- | -------------------------------------- | -------------------------------------- | -------------------------------------- | -------------------------------------- |
| 4                                      | 14                                     | 6                                      | 22                                     | 6                                      | 26                                     |

| Détails de l'album                                                                                 | Contenu                                                                                  | Contenu                                                             | Certifications |
| Détails de l'album                                                                                 | Face 1                                                                                   | Face 2                                                              | Certifications |
| -------------------------------------------------------------------------------------------------- | ---------------------------------------------------------------------------------------- | ------------------------------------------------------------------- | -------------- |
| - Sortie: 13 mars 1981 - Label: Vertigo Records - Formats: CD, K7, LP - AllMusic Lien - Titres: 10 | Never Too Late Something 'Bout You Baby I Like Take Me Away Falling in Falling Out Carol | Long Ago Mountain Lady Don't Stop Me Now Enough Is Enough Riverside | Or · Or        |

| Position dans les classements musicaux | Position dans les classements musicaux | Position dans les classements musicaux | Position dans les classements musicaux | Position dans les classements musicaux | Position dans les classements musicaux |
| UK                                     | ALL                                    | AUT                                    | NOR                                    | P-B                                    | SWE                                    |
| -------------------------------------- | -------------------------------------- | -------------------------------------- | -------------------------------------- | -------------------------------------- | -------------------------------------- |
| 2                                      | 12                                     | 9                                      | 12                                     | 15                                     | 14                                     |

| Détails de l'album                                                                                  | Contenu                                                                          | Contenu                                                                                    | Certifications |
| Détails de l'album                                                                                  | Face 1                                                                           | Face 2                                                                                     | Certifications |
| --------------------------------------------------------------------------------------------------- | -------------------------------------------------------------------------------- | ------------------------------------------------------------------------------------------ | -------------- |
| - Sortie: 16 avril 1982 - Label: Vertigo Records - Formats: CD, K7, LP - AllMusic Lien - Titres: 11 | She Don't Fool Me Young Pretender Get Out and Walk Jealousy I Love Rock and Roll | Resurrection Dear John Doesn't Matter I Want the World to Know I Should Have Known Big Man | Or             |

| Position dans les classements musicaux | Position dans les classements musicaux | Position dans les classements musicaux | Position dans les classements musicaux | Position dans les classements musicaux | Position dans les classements musicaux |
| UK                                     | ALL                                    | AUT                                    | NOR                                    | P-B                                    | SWE                                    |
| -------------------------------------- | -------------------------------------- | -------------------------------------- | -------------------------------------- | -------------------------------------- | -------------------------------------- |
| 1                                      | 29                                     | 16                                     | 7                                      | 15                                     | 21                                     |

| Détails de l'album                                                                                     | Contenu                                                                         | Contenu                                                                              | Certifications |
| Détails de l'album                                                                                     | Face 1                                                                          | Face 2                                                                               | Certifications |
| --- | ------------------------------------------------------------------------------- | ------------------------------------------------------------------------------------ | -------------- |
| - Sortie: 12 novembre 1983 - Label: Vertigo Records - Formats: CD, K7, LP - AllMusic Lien - Titres: 10 | A Mess of Blues Ol' Rag Blues Can't Be Done Too Close to the Ground No Contract | Win or Lose Marguerita Time Your Kind of Love Stay the Night Going Down Town Tonight | Or             |

| Position dans les classements musicaux | Position dans les classements musicaux | Position dans les classements musicaux | Position dans les classements musicaux | Position dans les classements musicaux |
| UK                                     | ALL                                    | P-B                                    | SWE                                    | SUI                                    |
| -------------------------------------- | -------------------------------------- | -------------------------------------- | -------------------------------------- | -------------------------------------- |
| 8                                      | 60                                     | 26                                     | 38                                     | 20                                     |

| Détails de l'album                                                                                 | Contenu                                                   | Contenu                                                         | Certifications |
| Détails de l'album                                                                                 | Face 1                                                    | Face 2                                                          | Certifications |
| -------------------------------------------------------------------------------------------------- | --------------------------------------------------------- | --------------------------------------------------------------- | -------------- |
| - Sortie: 29 août 1986 - Label: Vertigo Records - Formats: CD, K7, LP - AllMusic Lien - Titres: 11 | Rollin' Home calling In Your Eyes Save Me In the Army Now | Dreamin' End of the Line Invitation Red Sky Speechless Overdose | Or             |

| Position dans les classements musicaux | Position dans les classements musicaux | Position dans les classements musicaux | Position dans les classements musicaux | Position dans les classements musicaux | Position dans les classements musicaux | Position dans les classements musicaux | Position dans les classements musicaux | Position dans les classements musicaux |
| UK                                     | ALL                                    | AUT                                    | FRA                                    | NOR                                    | P-B                                    | SWE                                    | SUI                                    |                                        |
| -------------------------------------- | -------------------------------------- | -------------------------------------- | -------------------------------------- | -------------------------------------- | -------------------------------------- | -------------------------------------- | -------------------------------------- | -------------------------------------- |
| 7                                      | 14                                     | 12                                     | 16                                     | 6                                      | 50                                     | 12                                     | 1                                      |                                        |

| Détails de l'album                                                                                 | Contenu | Certifications |
| Détails de l'album                                                                                 | Compact Disc | Certifications |
| -------------------------------------------------------------------------------------------------- | --- | -------------- |
| - Sortie: 13 juin 1988 - Label: Vertigo Records - Formats: CD, K7, LP - AllMusic Lien - Titres: 12 | Ain't Complaining Everytime I Think of You One for the Money Another Shipwreck Don't Mind If I Do I Know You're Leaving Cross That Bridge Cream of the Crop The Loving Game Who Gets the Love? Burning Bridges Magic | Or             |

| Position dans les classements musicaux | Position dans les classements musicaux | Position dans les classements musicaux | Position dans les classements musicaux | Position dans les classements musicaux | Position dans les classements musicaux |
| UK                                     | ALL                                    | AUT                                    | NOR                                    | SWE                                    | SUI                                    |
| -------------------------------------- | -------------------------------------- | -------------------------------------- | -------------------------------------- | -------------------------------------- | -------------------------------------- |
| 12                                     | 33                                     | 11                                     | 13                                     | 19                                     | 5                                      |

| Détails de l'album                                                                                     | Contenu | Certifications |
| Détails de l'album                                                                                     | Compact Disc | Certifications |
| --- | --- | -------------- |
| - Sortie: 17 novembre 1989 - Label: Vertigo Records - Formats: CD, K7, LP - AllMusic Lien - Titres: 12 | Little Dreamer Not At All Heart On Hold Perfect Remedy Adress Book The Power of Rock The Way I Am Tommy's in Love Man Overboard Going Down for the First Time Throw Her a Line 1000 Years | Argent         |

| Position dans les classements musicaux | Position dans les classements musicaux | Position dans les classements musicaux | Position dans les classements musicaux |
| ECO                                    | UK                                     | SWE                                    | SUI                                    |
| -------------------------------------- | -------------------------------------- | -------------------------------------- | -------------------------------------- |
| 67                                     | 49                                     | 40                                     | 26                                     |

| Détails de l'album                                                                      | Contenu |
| Détails de l'album                                                                      | Compact Disc |
| --------------------------------------------------------------------------------------- | --- |
| - Sortie: 24 septembre 1991 - Label: Vertigo Records - Formats: CD, K7, LP - Titres: 16 | Like a Zombie All We Really Wanna Do Fakin' the Blues One Man Band Rock 'til You Drop Can't Give You More Warning Shot Let's Work Together Bring It On Home No Problems Good Sign Tommy Nothing Comes Easy Fame or Money The Price of Love Forty Five Hundred Times |

| Position dans les classements musicaux | Position dans les classements musicaux | Position dans les classements musicaux | Position dans les classements musicaux |
| ECO                                    | UK                                     | SWE                                    | SUI                                    |
| -------------------------------------- | -------------------------------------- | -------------------------------------- | -------------------------------------- |
| 46                                     | 10                                     | 22                                     | 18                                     |

| Détails de l'album                                                                                 | Contenu |
| Détails de l'album                                                                                 | Compact Disc |
| -------------------------------------------------------------------------------------------------- | --- |
| - Sortie: 27 août 1994 - Label: Polydor Records - Formats: CD, K7, LP - AllMusic Lien - Titres: 16 | Goin' Nowhere I Didn't Mean It Confidence Point of No Return Sail Away Like It or Not Soft In the Head Queenie Lover of the Human Race Sherri, Don't Fail Me Now! Rude Awakening Time Back on My Feet Restless Ciao-Ciao Tango Sorry |

| Position dans les classements musicaux | Position dans les classements musicaux | Position dans les classements musicaux | Position dans les classements musicaux | Position dans les classements musicaux | Position dans les classements musicaux |
| UK                                     | ALL                                    | ECO                                    | P-B                                    | SWE                                    | SUI                                    |
| -------------------------------------- | -------------------------------------- | -------------------------------------- | -------------------------------------- | -------------------------------------- | -------------------------------------- |
| 13                                     | 87                                     | 28                                     | 87                                     | 6                                      | 10                                     |

| Détails de l'album                                                                                   | Contenu | Certifications |
| Détails de l'album                                                                                   | Compact Disc | Certifications |
| --- | --- | -------------- |
| - Sortie: 5 février 1996 - Label: Polydor Records - Formats: CD, K7, LP - AllMusic Lien - Titres: 15 | Fun, Fun, Fun When You Walk in the Room I Can Hear the Grass Grow You Never Can Tell Get Back The Safety Dance Raining in My Heart Don't Stop Sorrow Proud Mary Lucille Johnny and Mary Get Out Of Denver The Future's So Bright, I Gotta Wear Shades All Around My Hat | Or             |

| Position dans les classements musicaux | Position dans les classements musicaux | Position dans les classements musicaux | Position dans les classements musicaux | Position dans les classements musicaux | Position dans les classements musicaux | Position dans les classements musicaux | Position dans les classements musicaux |
| UK                                     | ALL                                    | (V)                                    | ECO                                    | FRA                                    | P-B                                    | SWE                                    | SUI                                    |
| -------------------------------------- | -------------------------------------- | -------------------------------------- | -------------------------------------- | -------------------------------------- | -------------------------------------- | -------------------------------------- | -------------------------------------- |
| 2                                      | 42                                     | 29                                     | 3                                      | 21                                     | 88                                     | 14                                     | 28                                     |

| Détails de l'album                                                                               | Contenu |
| Détails de l'album                                                                               | Compact Disc |
| ------------------------------------------------------------------------------------------------ | --- |
| - Sortie: 31 mars 1999 - Label: Eagle Records - Formats: CD, K7, LP - AllMusic Lien - Titres: 12 | Twenty Wild Horses Under the Influence Round and Round Shine On Little White Lies Keep 'em Coming Little Me and You Making Waves Blessed are the Meek Roll the Dice Not Fade Away The Way It Goes |

| Position dans les classements musicaux | Position dans les classements musicaux | Position dans les classements musicaux | Position dans les classements musicaux | Position dans les classements musicaux |
| UK                                     | ALL                                    | ECO                                    | P-B                                    | SUI                                    |
| -------------------------------------- | -------------------------------------- | -------------------------------------- | -------------------------------------- | -------------------------------------- |
| 26                                     | 56                                     | 39                                     | 81                                     | 28                                     |

| Détails de l'album                                                                                       | Contenu |
| Détails de l'album                                                                                       | Compact Disc |
| --- | --- |
| - Sortie: 5 avril 2000 - Label: Universal Music Group - Formats: CD, K7, LP - AllMusic Lien - Titres: 17 | Famous in the Last Century Old Time Rock and Roll Way Down Rave On Roll Over Beethoven When I'm Dead and Gone Memphis, Tennessee Sweet Home Chicago Crawling from the Wreckage Good Golly, Miss Molly Claudette Rock'n Me Hound Dog Runaround Sue Once Bitten, Twice Shy Mony Mony Famous in the Last Century |

| Position dans les classements musicaux | Position dans les classements musicaux | Position dans les classements musicaux | Position dans les classements musicaux | Position dans les classements musicaux |
| UK                                     | ALL                                    | ECO                                    | SWE                                    | SUI                                    |
| -------------------------------------- | -------------------------------------- | -------------------------------------- | -------------------------------------- | -------------------------------------- |
| 19                                     | 46                                     | 11                                     | 20                                     | 56                                     |

| Détails de l'album                                                                                            | Contenu | Certifications |
| Détails de l'album                                                                                            | Compact Disc | Certifications |
| --- | --- | -------------- |
| - Sortie: 17 septembre 2002 - Label: Universal Music Group - Formats: CD, K7, LP - AllMusic Lien - Titres: 14 | Blues and Rhythm All Stand Up The Oriental Creepin' Up On You Heavy Traffic Solid Gold Green Jam Side Down Diggin' Burt Bacharach Do It Again Another Day I Don't Remember Anymore Money Don't Matter Rhythm of Life | Argent         |

| Position dans les classements musicaux | Position dans les classements musicaux | Position dans les classements musicaux | Position dans les classements musicaux | Position dans les classements musicaux | Position dans les classements musicaux |
| UK                                     | ALL                                    | ECO                                    | P-B                                    | SWE                                    | SUI                                    |
| -------------------------------------- | -------------------------------------- | -------------------------------------- | -------------------------------------- | -------------------------------------- | -------------------------------------- |
| 15                                     | 35                                     | 23                                     | 75                                     | 30                                     | 21                                     |

| Détails de l'album                                                                                       | Contenu |
| Détails de l'album                                                                                       | Compact Disc |
| --- | --- |
| - Sortie: 23 décembre 2003 - Label: Universal Music Group - Formats: CD, K7 - AllMusic Lien - Titres: 15 | Caroline I Fought the Law Born To Be Wild Wild One Takin' Care of Business On the Road Again Tobacco Road Centerfold All Day and All of the Night Don't Bring Me Down Juniors Wailing Pump It Up Down the Dustpipe Whatever You Want Rockin' All Over the World |

| Position dans les classements musicaux | Position dans les classements musicaux | Position dans les classements musicaux |
| ECO                                    | UK                                     | SUI                                    |
| -------------------------------------- | -------------------------------------- | -------------------------------------- |
| 37                                     | 44                                     | 21                                     |

| Détails de l'album                                                                                            | Contenu |
| Détails de l'album                                                                                            | Compact Disc |
| --- | --- |
| - Sortie: 19 septembre 2005 - Label: Sanctuary Records - Formats: CD, K7, 2 x LP - AllMusic Lien - Titres: 13 | The Party Ain't Over Yet Gotta Get Up and Go All That Counts Is Love Familiar Blues The Bubble Belavista Man Nevashooda Velvet Train Goodbye Baby You Never Stop Kick Me When I'm Down Cupid Stupid This Is Me |

| Position dans les classements musicaux | Position dans les classements musicaux | Position dans les classements musicaux | Position dans les classements musicaux | Position dans les classements musicaux | Position dans les classements musicaux | Position dans les classements musicaux |
| UK                                     | ALL                                    | ECO                                    | FRA                                    | P-B                                    | SWE                                    | SUI                                    |
| -------------------------------------- | -------------------------------------- | -------------------------------------- | -------------------------------------- | -------------------------------------- | -------------------------------------- | -------------------------------------- |
| 18                                     | 19                                     | 16                                     | 184                                    | 65                                     | 17                                     | 21                                     |

| Détails de l'album                                                                                            | Contenu |
| Détails de l'album                                                                                            | Compact Disc |
| --- | --- |
| - Sortie: 17 septembre 2007 - Label: Sanctuary Records - Formats: CD, K7, 2 x LP - AllMusic Lien - Titres: 13 | Beginning of the End Alright Pennsylvania Blues Tonight I Don't Wanna Hurt You Anymore Electric Arena Gravy Train Figure of Eight You're the One for Me My Little Heartbreaker Hold me Saddling Up Bad News Tongue Tied |

| Position dans les classements musicaux | Position dans les classements musicaux | Position dans les classements musicaux | Position dans les classements musicaux | Position dans les classements musicaux | Position dans les classements musicaux | Position dans les classements musicaux |
| UK                                     | ALL                                    | ECO                                    | FRA                                    | P-B                                    | SWE                                    | SUI                                    |
| -------------------------------------- | -------------------------------------- | -------------------------------------- | -------------------------------------- | -------------------------------------- | -------------------------------------- | -------------------------------------- |
| 15                                     | 22                                     | 17                                     | 142                                    | 71                                     | 13                                     | 18                                     |

| Détails de l'album                                                                                       | Contenu | Contenu | Certifications |
| Détails de l'album                                                                                       | Compact Disc 1 | Compact Disc 2 Official Live Bootleg | Certifications |
| --- | --- | --- | -------------- |
| - Sortie: 27 mai 2011 - Label: Fourth Chords Rock - Formats: 2 x CD, 2 x LP - AllMusic Lien - Titres: 23 | Two Way Traffic Rock 'n' Roll 'n' You Dust To Gold Let's Rock Can't See for Looking Better Than That Movin' On Leave a Little Light On Any Way You Like It' Frozen Hero Reality Cheque The Winner It's All about You My Old ways In the Army Now | Whatever You Want Down Down Don't Drive My Car Hold You Back Pictures of Matchstick Men Ice in the Sun Beginning of the End Roll Over Lay Down Caroline Rockin' All Over the World | Argent         |

| Position dans les classements musicaux | Position dans les classements musicaux | Position dans les classements musicaux | Position dans les classements musicaux | Position dans les classements musicaux | Position dans les classements musicaux | Position dans les classements musicaux | Position dans les classements musicaux | Position dans les classements musicaux | Position dans les classements musicaux | Position dans les classements musicaux |
| UK                                     | ALL                                    | AUT                                    | (W)                                    | (V)                                    | ECO                                    | FRA                                    | IRL                                    | P-B                                    | SWE                                    | SUI                                    |
| -------------------------------------- | -------------------------------------- | -------------------------------------- | -------------------------------------- | -------------------------------------- | -------------------------------------- | -------------------------------------- | -------------------------------------- | -------------------------------------- | -------------------------------------- | -------------------------------------- |
| 10                                     | 13                                     | 26                                     | 83                                     | 61                                     | 8                                      | 157                                    | 37                                     | 32                                     | 32                                     | 8                                      |

| Détails de l'album                                                                 | Contenu | Contenu |
| Détails de l'album                                                                 | Compact Disc 1 | Compact Disc 2 Bonus Film Soundtrack |
| ---------------------------------------------------------------------------------- | --- | --- |
| - Sortie: 10 juin 2013 - Label: Fourth Cord Records - Formats: 2 x CD - Titres: 19 | Looking Out for Caroline GoGoGo Run and Hide (the Gun Song) Running Inside My Head Mystery Island All That Money Never Leave a Friend Behind Fiji Time Bula Bula Quo (Kua Ni Lega) | Living on an Island (Fiji Style) Frozen Hero Reality Cheque Rockin' All Over the World (Bula Edit) Caroline Beginning of the End Don't Drive My Car Pictures of Matchstick Men Whatever You Want Down Down |

| Position dans les classements musicaux | Position dans les classements musicaux | Position dans les classements musicaux | Position dans les classements musicaux | Position dans les classements musicaux | Position dans les classements musicaux | Position dans les classements musicaux | Position dans les classements musicaux | Position dans les classements musicaux | Position dans les classements musicaux | Position dans les classements musicaux |
| UK                                     | ALL                                    | AUT                                    | (W)                                    | (V)                                    | ECO                                    | FRA                                    | IRL                                    | P-B                                    | SWE                                    | SUI                                    |
| -------------------------------------- | -------------------------------------- | -------------------------------------- | -------------------------------------- | -------------------------------------- | -------------------------------------- | -------------------------------------- | -------------------------------------- | -------------------------------------- | -------------------------------------- | -------------------------------------- |
| 10                                     | 17                                     | 27                                     | 81                                     | 125                                    | 121                                    | 32                                     | 86                                     | 41                                     | 27                                     | 13                                     |

| Détails de l'album                                                               | Contenu | Certifications |
| Détails de l'album                                                               | Compact Disc | Certifications |
| -------------------------------------------------------------------------------- | --- | -------------- |
| - Sortie: 17 septembre 2007 - Label: earMUSIC - Formats: CD, 2 x LP - Titres: 26 | Pictures of Matchstick Men Down the Dustpipe Na Na Na Paper Plane All the Reasons Reason for Living And It's Better Now Caroline Softer Ride Claudie Break the Rules Down Down Little Lady Mystery Song Rain Rockin' All Over the World Again and Again Whatever You Want What You're Proposing Rock 'n' Roll Don't Drive My Car Margarita Time Rollin' Home Burning Bridges Rock 'til You Drop | Or             |

| Position dans les classements musicaux | Position dans les classements musicaux | Position dans les classements musicaux | Position dans les classements musicaux | Position dans les classements musicaux | Position dans les classements musicaux | Position dans les classements musicaux | Position dans les classements musicaux | Position dans les classements musicaux | Position dans les classements musicaux | Position dans les classements musicaux |
| UK                                     | ALL                                    | AUT                                    | (W)                                    | (V)                                    | ECO                                    | FRA                                    | IRL                                    | P-B                                    | SWE                                    | SUI                                    |
| -------------------------------------- | -------------------------------------- | -------------------------------------- | -------------------------------------- | -------------------------------------- | -------------------------------------- | -------------------------------------- | -------------------------------------- | -------------------------------------- | -------------------------------------- | -------------------------------------- |
| 5                                      | 15                                     | 33                                     | 81                                     | 123                                    | 4                                      | 161                                    | 52                                     | 26                                     | 43                                     | 4                                      |

| Détails de l'album                                                                            | Contenu |
| Détails de l'album                                                                            | Compact Disc 1 |
| --------------------------------------------------------------------------------------------- | --- |
| - Sortie: 28 octobre 2016 - Label: Fourth Cord Records Ltd - Formats: CD, 2 x LP - Titres: 14 | That's a Fact Roll Over Lay Down Dear John In the Army Now Hold You Back One for the Road Backwater One for Everything Belavista Man Lover Of The Human Race Ice in the Sun Mess of Blues Jam Side Down Resurrection |

| Position dans les classements musicaux | Position dans les classements musicaux | Position dans les classements musicaux | Position dans les classements musicaux | Position dans les classements musicaux | Position dans les classements musicaux | Position dans les classements musicaux | Position dans les classements musicaux |
| UK                                     | ALL                                    | AUT                                    | (W)                                    | (V)                                    | ECO                                    | P-B                                    | SUI                                    |
| -------------------------------------- | -------------------------------------- | -------------------------------------- | -------------------------------------- | -------------------------------------- | -------------------------------------- | -------------------------------------- | -------------------------------------- |
| 7                                      | 26                                     | 37                                     | 110                                    | 92                                     | 6                                      | 50                                     | 13                                     |

| Détails de l'album                                                                     | Contenu |
| Détails de l'album                                                                     | Compact Disc 1 |
| -------------------------------------------------------------------------------------- | --- |
| - Sortie: 6 septembre 2019 - Label: Fourth Cord Records Ltd - Formats: CD - Titres: 13 | Waiting for a Woman Cut Me Some Slack' Liberty Lane I See You're in Some Trouble Backing Off I Wanna Run Away with You Backbone Better Take Care Falling off the World Get out of My Head Running Out of Time Crazy Crazy Face the Music |

| Position dans les classements musicaux | Position dans les classements musicaux | Position dans les classements musicaux | Position dans les classements musicaux | Position dans les classements musicaux | Position dans les classements musicaux | Position dans les classements musicaux | Position dans les classements musicaux | Position dans les classements musicaux | Position dans les classements musicaux | Position dans les classements musicaux |
| UK                                     | ALL                                    | AUT                                    | (W)                                    | (V)                                    | ECO                                    | ESP                                    | FRA                                    | P-B                                    | SWE                                    | SUI                                    |
| -------------------------------------- | -------------------------------------- | -------------------------------------- | -------------------------------------- | -------------------------------------- | -------------------------------------- | -------------------------------------- | -------------------------------------- | -------------------------------------- | -------------------------------------- | -------------------------------------- |
| 6                                      | 6                                      | 23                                     | 21                                     | 31                                     | 1                                      | 43                                     | 64                                     | 28                                     | 31                                     | 2                                      |

### Albums en public
| Détails de l'album                                                                                 | Contenu                                                                           | Contenu                                                 | Contenu                                                       | Contenu                                  | Certifications |
| Détails de l'album                                                                                 | Face 1                                                                            | Face 2                                                  | Face 3                                                        | Face 4                                   | Certifications |
| -------------------------------------------------------------------------------------------------- | --------------------------------------------------------------------------------- | ------------------------------------------------------- | ------------------------------------------------------------- | ---------------------------------------- | -------------- |
| - Sortie: 1er mars 1977 - Label: Vertigo Records - Formats:CD, 2 x LP - AllMusic Lien - Titres: 12 | Intro/Junior's Wailing Backwater / Just Take Me Is There a Better Way In My chair | Little Lady / Most of the Time Forty Five Hundred Times | Roll Over and Lay Down Big Fat Mama Caroline / Bye Bye Johnny | Rain Don't Waste My Time Roadhouse Blues | Or · Or · Or   |

| Position dans les classements musicaux | Position dans les classements musicaux | Position dans les classements musicaux | Position dans les classements musicaux | Position dans les classements musicaux | Position dans les classements musicaux |
| UK                                     | ALL                                    | AUT                                    | N-Z                                    | P-B                                    | SWE                                    |
| -------------------------------------- | -------------------------------------- | -------------------------------------- | -------------------------------------- | -------------------------------------- | -------------------------------------- |
| 3                                      | 3                                      | 20                                     | 40                                     | 7                                      | 9                                      |

| Détails de l'album                                                                                 | Contenu                                                                  | Contenu                                                                                       |
| Détails de l'album                                                                                 | Face 1                                                                   | Face 2                                                                                        |
| -------------------------------------------------------------------------------------------------- | ------------------------------------------------------------------------ | --------------------------------------------------------------------------------------------- |
| - Sortie: 1er août 1984 - Label: Vertigo Records - Formats:CD, 2 x LP - AllMusic Lien - Titres: 12 | Caroline Roll Over and lay Down Backwater Little Lady Don't Drive My Car | Whatever You Want Hold You Back Rockin' All Over the World' Over the Edge Don't Waste My Time |

| Position dans les classements musicaux | Position dans les classements musicaux | Position dans les classements musicaux | Position dans les classements musicaux |
| UK                                     | ÉCO                                    | P-B                                    | SWE                                    |
| -------------------------------------- | -------------------------------------- | -------------------------------------- | -------------------------------------- |
| 83                                     | 56                                     | 43                                     | 45                                     |

| Détails de l'album                                                                               | Contenu |
| Détails de l'album                                                                               | Compact Disc |
| ------------------------------------------------------------------------------------------------ | --- |
| - Sortie: 14 novembre 1992 - Label: Polydor Records - Formats:CD, LP - AllMusic Lien - Titres: 8 | Whatever You Want In the Army Now Burning Bridges Rockin' All Over the World Roadhouse Medley Caroline Don't Drive My Car Hold You Back Little Lady |

| Position dans les classements musicaux |
| UK                                     |
| -------------------------------------- |
| 37                                     |

| Détails de l'album                                                                | Contenu | Contenu                                                                                                  |
| Détails de l'album                                                                | Compact Disc 1 | Compact Disc 2                                                                                           |
| --------------------------------------------------------------------------------- | --- | --- |
| - Sortie: 3 octobre 2013 - Label: earMusic - Formats: 2 x CD, 2 x LP - Titres: 19 | Junior's Wailing Backwater Just Take Me Is There a Better Way In My Chair Blue Eyed Lady Little Lady Most of the Time (April) Spring, Summer And Wednesdays Railroad Oh Baby | Forty Five Hundred Times' Rain Big Fat Mama Down Down Roadhouse Blues Don't Waste My Time Bye Bye Johnny |

| Position dans les classements musicaux | Position dans les classements musicaux | Position dans les classements musicaux | Position dans les classements musicaux | Position dans les classements musicaux | Position dans les classements musicaux | Position dans les classements musicaux |
| UK                                     | ALL                                    | (W)                                    | ÉCO                                    | FRA                                    | P-B                                    | SUI                                    |
| -------------------------------------- | -------------------------------------- | -------------------------------------- | -------------------------------------- | -------------------------------------- | -------------------------------------- | -------------------------------------- |
| 37                                     | 22                                     | 159                                    | 187                                    | 26                                     | 75                                     | 79                                     |

| Détails de l'album                                                              | Contenu | Contenu |
| Détails de l'album                                                              | Compact Disc 1 | Compact Disc 2                                                                                                |
| ------------------------------------------------------------------------------- | --- | --- |
| - Sortie: 29 août 2014 - Label: earMusic - Formats: 2 x CD, 2 x LP - Titres: 19 | Junior's Wailing Backwater Just Take Me Is There a Better Way In My Chair Blue Eyed Lady Little Lady Most of the Time Rain (April) Spring, Summer And Wednesdays Railroad | Oh Baby Forty Five Hundred Times Gotta Go Home Big Fat Mama Down Down Roadhouse Blues Caroline Bye Bye Johnny |

| Position dans les classements musicaux | Position dans les classements musicaux | Position dans les classements musicaux | Position dans les classements musicaux | Position dans les classements musicaux |
| UK                                     | ALL                                    | (W)                                    | P-B                                    | SUI                                    |
| -------------------------------------- | -------------------------------------- | -------------------------------------- | -------------------------------------- | -------------------------------------- |
| 34                                     | 36                                     | 112                                    | 68                                     | 58                                     |

| Détails de l'album                                                                 | Contenu | Contenu |
| Détails de l'album                                                                 | Compact Disc 1 | Compact Disc 2 |
| ---------------------------------------------------------------------------------- | --- | --- |
| - Sortie: 14 juillet 2015 - Label: earMusic - Formats: 2 x CD, 2 x LP - Titres: 25 | And It's Better Now Break the Rules Again and Again Paper Plane Mystery Song Little Lady Rock and Roll Caroline What You're Proposing Softer Ride Down Down Pictures of Matchstick Men | Down the Dustpipe All the Reasons Reasons for Living Rollin' Home Don't Drive My Car Claudie Rain Margarita Time Na Na Na Whatever You Want Rockin' All Over The World Rock 'Til You Drop Burning Bridges (On And Off And On Again) |

| Position dans les classements musicaux | Position dans les classements musicaux | Position dans les classements musicaux | Position dans les classements musicaux | Position dans les classements musicaux |
| AUT                                    | (W)                                    | (V)                                    | P-B                                    | SUI                                    |
| -------------------------------------- | -------------------------------------- | -------------------------------------- | -------------------------------------- | -------------------------------------- |
| 51                                     | 103                                    | 185                                    | 57                                     | 33                                     |

| Détails de l'album                                                                 | Contenu | Contenu |
| Détails de l'album                                                                 | Compact Disc 1 | Compact Disc 2 |
| ---------------------------------------------------------------------------------- | --- | --- |
| - Sortie: 14 juillet 2017 - Label: earMusic - Formats: 2 x CD, 2 x LP - Titres: 20 | Caroline The Wanderer Something About You Baby I Like Rain Softer Ride Beginning of the End Hold You Back Proposin' Meddley Paper Plane The Oriental Creepin' Up on You | Gerundula In the Army Now The Caveman Roll Over Lay Down Down Down Whatever You Want Rocking All Over the World Burning Bridges Rock and Roll Music / Bye Bye Johnny |

| Position dans les classements musicaux | Position dans les classements musicaux | Position dans les classements musicaux | Position dans les classements musicaux | Position dans les classements musicaux | Position dans les classements musicaux |
| UK                                     | ALL                                    | (W)                                    | (V)                                    | P-B                                    | SUI                                    |
| -------------------------------------- | -------------------------------------- | -------------------------------------- | -------------------------------------- | -------------------------------------- | -------------------------------------- |
| 24                                     | 10                                     | 87                                     | 105                                    | 93                                     | 17                                     |

| Détails de l'album                                                              | Contenu | Contenu |
| Détails de l'album                                                              | Compact Disc 1 | Compact Disc 2 |
| ------------------------------------------------------------------------------- | --- | --- |
| - Sortie: 17 août 2018 - Label: earMusic - Formats: 2 x CD, 2 x LP - Titres: 21 | And It's Better Now Break the Rules Again and Again Paper Plane Rock and Roll Caroline Hold You Back That's a Fact Down Down Pictures Of Matchstick Men | All the Reasons Rollin' Home Band Introduction Don't Drive My Car Easons for Living Claudie Rain Margarita Time Na Na Na Whatever You Want Rocking All Over the World Burning Bridges |

| Position dans les classements musicaux | Position dans les classements musicaux |
| ALL                                    | SUI                                    |
| -------------------------------------- | -------------------------------------- |
| 66                                     | 35                                     |

| Détails de l'album                                                                      | Contenu | Contenu |
| Détails de l'album                                                                      | Compact Disc 1 | Menu DVD |
| --------------------------------------------------------------------------------------- | --- | --- |
| - Sortie: 17 août 2018 - Label: earMusic - Formats: CD + DVD, 2 x LP + DVD - Titres: 21 | Caroline Something about You Baby Rain Softer Ride Beginning of the End Hold You Back Proposin' Meddley Paper Plane In the Army Now Roll Over and Lay Down Down Down Whatever You want Rocking All Over the World Rock And Roll Music / Bye Bye Johnny | Caroline Something about You Baby Rain Softer Ride Beginning of the End Hold You Back Proposin' Meddley Paper Plane In the Army Now Roll Over and Lay Down Down Down Whatever You want Rocking All Over the World Rock And Roll Music / Bye Bye Johnny |

| Position dans les classements musicaux | Position dans les classements musicaux | Position dans les classements musicaux | Position dans les classements musicaux |
| ALL                                    | (W)                                    | (V)                                    | SUI                                    |
| -------------------------------------- | -------------------------------------- | -------------------------------------- | -------------------------------------- |
| 23                                     | 151                                    | 128                                    | 15                                     |

| Détails de l'album                                                              | Contenu | Contenu |
| Détails de l'album                                                              | Compact Disc 1 | Compact Disc 2 |
| ------------------------------------------------------------------------------- | --- | --- |
| - Sortie: 11 août 2023 - Label: earMusic - Formats: 2 X CD, 3 x LP - Titres: 21 | Intro Caroline Something ‘Bout You Baby I Like Rain Don’t Drive My Car Mean Girl Softer Ride Beginning Of The End Hold You Back The Proposing Medley The Oriental Creepin’ Up On You | Living on an Island In the Army Now Drum Solo Roll Over Lay Down Down Down Whatever You Want Rockin’ All Over The World Junior’s Wailing Rock ‘n’ Roll Music / Bye Bye Johnny |

| Position dans les classements musicaux | Position dans les classements musicaux | Position dans les classements musicaux |
| ALL                                    | (V)                                    | SUI                                    |
| -------------------------------------- | -------------------------------------- | -------------------------------------- |
| 60                                     | 152                                    | 11                                     |

### Principales compilations
| Détails de l'album                                                                              | Contenu                                                                | Contenu                                                                                         | Certifications |
| Détails de l'album                                                                              | Face 1                                                                 | Face 2                                                                                          | Certifications |
| ----------------------------------------------------------------------------------------------- | ---------------------------------------------------------------------- | ----------------------------------------------------------------------------------------------- | -------------- |
| - Sortie: 9 janvier 1973 - Label: Pye Records - Formats:CD, LP, K7 - AllMusic Lien - Titres: 11 | Down the Dustpipe Gerdundula In My Chair Umleitung Lakky Lady Daughter | Railroad Tune To the Music April, Spring, Summer And Wednesdays Mean Girl Spinning Wheels Blues | Argent         |

| Position dans les classements musicaux | Position dans les classements musicaux |
| UK                                     |                                        |
| -------------------------------------- | -------------------------------------- |
| 32                                     |                                        |

| - Sortie: 1974 uniquement - Label: Pye Records - Formats:LP, K7 - Titres: 10 | Someone's Learning Spicks and Specks Junior's Wailing The Price of Love Poor Old Man | Pictures Of Matchstick Men Lazy Poker Blues Ice In The Sun Is It Really Me ? Gotta Go Home Green Tambourine |
| L 'album n'entra pas dans les classements musicaux.                          |                                                                                      | |

| Détails de l'album                                                                        | Contenu | Contenu | Certifications |
| Détails de l'album                                                                        | Face 1 | Face 2 | Certifications |
| ----------------------------------------------------------------------------------------- | --- | --- | -------------- |
| - Sortie: 1975 - Label: Golden Hour Records - Formats:LP, K7 - AllMusic Lien - Titres: 18 | Down the Dustpipe Technicolor Dream Lakky Lady Spinning Wheel Blues Shy Fly Antique Angelique Gerdundula Daughter Railroad | Umleitung Mean Girl Everything Little Miss Nothing Junior's Wailing Make Me Stay A Bit Longer Tune To The Music To Be Free In My Chair | Argent         |

| Position dans les classements musicaux | Position dans les classements musicaux |
| UK                                     |                                        |
| -------------------------------------- | -------------------------------------- |
| 20                                     |                                        |

| Détails de l'album                                                                                | Contenu                                                                                   | Contenu                                                                                         | Certifications |
| Détails de l'album                                                                                | Face 1                                                                                    | Face 2                                                                                          | Certifications |
| ------------------------------------------------------------------------------------------------- | ----------------------------------------------------------------------------------------- | ----------------------------------------------------------------------------------------------- | -------------- |
| - Sortie: 14 mars 1980 - Label: Vertigo Records - Formats:CD, LP, K7 - AllMusic Lien - Titres: 11 | Rockin' all Over the World Down Down Caroline Paper Plane Break the Rules Again and Again | Mystery Song Roll Over and Lay Down Rain Wild Side of Life Whatever You Want Living on a Island | Platine        |

| Position dans les classements musicaux | Position dans les classements musicaux | Position dans les classements musicaux | Position dans les classements musicaux | Position dans les classements musicaux |
| UK                                     | ALL                                    | ECO                                    | NOR                                    | P-B                                    |
| -------------------------------------- | -------------------------------------- | -------------------------------------- | -------------------------------------- | -------------------------------------- |
| 3                                      | 19                                     | 45                                     | 22                                     | 26                                     |

| Détails de l'album                                                                                    | Contenu | Contenu | Contenu | Certifications |
| Détails de l'album                                                                                    | Disque 1 | Disque 2 | Disque 3 | Certifications |
| --- | --- | --- | --- | -------------- |
| · - Sortie: 8 novembre 1982 - Label: Phonogram - Formats: 3 x LP, 2 x K7 - AllMusic Lien - Titres: 36 | Face 1 Pictures of Matchstick Men (mono) Ice in the Sun (mono) Down the Dustpipe (mono) In My Chair (mono) Junior's Wailing Mean Girl Gerdundula (mono) Paper Plane Face 2 Big Fat Mama Roadhouse Blues Break the Rules Down Down Bye Bye Johnny | Face 1 Rain Mystery Song Blue for You Is There a Better Way Again Again Accident Prone Face 2 Wild Side of Life Living on a Island What You're Proposing Lies Rock 'n' Roll Something 'Bout You Baby I Like dear John | Face 1 Caroline Roll Over Lay Down Backwater Little lady Don't Drive My Car Face 2 Whatever You Want Hold You Back Rockin' All Over the World Over the Edge Don't Waste My Time | Or             |

| Position dans les classements musicaux |
| UK                                     |
| -------------------------------------- |
| 4                                      |

| Détails de l'album                                                                    | Contenu                                                                                               | Contenu | Certifications |
| Détails de l'album                                                                    | Face 1                                                                                                | Face 2 | Certifications |
| ------------------------------------------------------------------------------------- | --- | --- | -------------- |
| - Sortie: 23 novembre 1984 - Label: Vertigo Records - Formats:CD, LP, K7 - Titres: 12 | What You're Proposing Lies Something 'Bout You Baby I Like Don't Drive My Car Dear John Rock 'n' Roll | Ol' Rag Blues Mess of Blues Marguerita Time Going Down Town Tonight The Wanderer Caroline (Live at the NEC) | Or             |

| Position dans les classements musicaux |
| UK                                     |
| -------------------------------------- |
| 12                                     |

| Détails de l'album                                                                                            | Contenu | Certifications   |
| Détails de l'album                                                                                            | Compact Disc | Certifications   |
| --- | --- | ---------------- |
| - Sortie: 1er octobre 1990 - Label: Vertigo Records - Formats:CD, 2 x LP, 2 x K7 - AllMusic Lien - Titres: 22 | Pictures of Matchstick Men Ice in the Sun Paper Plane Caroline Break the Rules Down Down Roll Over and lay Down Rain Wild Side of Life Rockin' All Over the World Whatever You Want What You're Proposing Something 'Bout You Baby I Like Rock 'n' Roll Dear John Ol' Rag Blues Marguerita Time The Wanderer Rollin' Home In the Army Now Burning Bridges The Anniversary Waltz (Meddley) | 2 × Platine · Or |

| Position dans les classements musicaux | Position dans les classements musicaux | Position dans les classements musicaux | Position dans les classements musicaux | Position dans les classements musicaux | Position dans les classements musicaux |
| UK                                     | ALL                                    | AUT                                    | P-B                                    | SWE                                    | SUI                                    |
| -------------------------------------- | -------------------------------------- | -------------------------------------- | -------------------------------------- | -------------------------------------- | -------------------------------------- |
| 2                                      | 46                                     | 14                                     | 20                                     | 20                                     | 12                                     |

| Détails de l'album                                                                                        | Contenu | Contenu | Certifications |
| Détails de l'album                                                                                        | Compact Disc 1 | Compact Disc 2 | Certifications |
| --- | --- | --- | -------------- |
| - Sortie: 13 octobre 1997 - Label: Vertigo Records - Formats: 2 x CD, 2 x K7 - AllMusic Lien - Titres: 41 | Pictures of Matchstick Men Ice in the Sun Down the Dustpipe In My Chair Paper Plane Mean Girl Caroline Break the Rules Down Down Roll Over and Lay Down Rain Mystery Song Wild Side of Life Rockin' All Over the World Again Again Whatever You Want Living on a Island What You're Proposing Lies Don't Drive my Car Something 'Bout You Baby I Like | Rock 'n' Roll Dear John Ol' Rag Blues A Mess of Blues Marguerita Time Goin' Down Town Tonight The Wanderer Rollin' Home Red Sky In the Army Now Dreamin Ain't Complaining Burning Bridges Anniversary Waltz (Part 1) Anniversary Waltz (Part 2) I Didn't Mean It When You Walk in the Room Fun, Fun, Fun Don't Stop All Around My Hat | Or             |

| Position dans les classements musicaux | Position dans les classements musicaux | Position dans les classements musicaux | Position dans les classements musicaux | Position dans les classements musicaux | Position dans les classements musicaux |
| UK                                     | ALL                                    | (V)                                    | ECO                                    | FRA                                    | SUI                                    |
| -------------------------------------- | -------------------------------------- | -------------------------------------- | -------------------------------------- | -------------------------------------- | -------------------------------------- |
| 13                                     | 13                                     | 33                                     | 18                                     | 8                                      | 18                                     |

| - Sortie: 15 mars 1999 - Label: Spectrum Music - Formats: CD - AllMusic Lien - Titres: 18 | Down Down Night Ride Mad About the Boy For You Rockin' All Over The World Long Legged Linda Come Rock With Me / Rockin' On (Medley) Over the Edge Something 'Bout You Baby I Love Rock 'N' Roll The Wanderer Overdose Dreamin' Everytime I Think Of You Magic Ain't Complainin' Going Down For The First Time Perfect Remedy | Or |
| Cette compilation n'entra pas dans les classements musicaux.                              | |    |

| - Sortie: 27 juin 2000 - Label: Spectrum Music - Formats: CD - Titres: 18 | Roll Over Lay Down Is There a Better Way Dirty Water Whatever You Want Broken Man Hold You Back Lies I Should Have Known Little Dreamer Caroline In My Chair (Live) Never Too Late Fine Fine Fine Backwater A Mess of Blues Oh! What A Night Big Fat Mama Paper Plane |
| Cette compilation n'entra pas dans les classements musicaux.              | |

| - Sortie: 27 juin 2000 - Label: Spectrum Music - Formats: CD - Titres: 18 | Again and Again Don't Waste My Time Break the Rules End of the Line What You're Proposing Roadhouse Blues Dear John Shady lady Living on a Island Burning Bridges Forty Five Hundred Times Can't Be Done Unspoken Words Let Me Fly Ain't Complaining Enough Is Enough' Can't Give You More Rain |
| Cette compilation n'entra pas dans les classements musicaux.              | |

| Détails de l'album                                                      | Contenu | Contenu | Certifications |
| Détails de l'album                                                      | Compact Disc 1 | Compact Disc 2 | Certifications |
| ----------------------------------------------------------------------- | --- | --- | -------------- |
| - Sortie: 20 septembre 2004 - Label: UMG - Formats: 2 x CD - Titres: 40 | Caroline Down down Paper Plane Big Fat Mama Roll Over and Lay Down Softer Ride Don't Waste My Time Little Lady Mystery Song Rain Break the Rules Something 'Bout You Baby Hold You Back Rockin' All Over the World Whatever You Want Don't Drive My Car Again and Again Forty Five Hundred Times All Stand Up | You'll Come Around Thinking of You Jam Side Down Creepin' Up on You Down the Dustpipe Pictures of Matchstick Men Ice in the Sun In My Chair Gerdundula Wild Side of Life Rock 'n' Roll What You're Proposing The Wanderer Living on a Island Marguerita Time In the Army Now When You Walk in the Room Burning Bridges Fun, Fun, Fun Old Time Rock and Roll The Anniversary Waltz 5part 1) | Or             |

| Position dans les classements musicaux | Position dans les classements musicaux | Position dans les classements musicaux |
| UK                                     | ALL                                    | ECO                                    |
| -------------------------------------- | -------------------------------------- | -------------------------------------- |
| 16                                     | 84                                     | 25                                     |

| Détails de l'album                                                                  | Contenu | Contenu | Certifications |
| Détails de l'album                                                                  | Compact Disc 1 | Compact Disc 2 | Certifications |
| ----------------------------------------------------------------------------------- | --- | --- | -------------- |
| - Sortie: 12 septembre 2005 - Label: Vertigo Records - Formats: 2 x CD - Titres: 41 | Pictures of Matchstick Men Ice in the Sun Down the Dustpipe In My Chair Paper Plane Mean Girl Caroline Break the Rules Down Down Roll Over and Lay Down Rain Mystery Song Wild Side of Life Rockin' All Over the World Again Again Whatever You Want Living on a Island What You're Proposing Lies Don't Drive my Car Something 'Bout You Baby I Like | Rock 'n' Roll Dear John Ol' Rag Blues A Mess of Blues Marguerita Time Goin' Down Town Tonight The Wanderer Rollin' Home Red Sky In the Army Now Dreamin Ain't Complaining Burning Bridges Anniversary Waltz (Part 1) Anniversary Waltz (Part 2) I Didn't Mean It When You Walk in the Room Fun, Fun, Fun Don't Stop All Around My Hat | Or             |

| Position dans les classements musicaux | Position dans les classements musicaux | Position dans les classements musicaux |
| (W)                                    | FIN                                    | SWE                                    |
| -------------------------------------- | -------------------------------------- | -------------------------------------- |
| 130                                    | 45                                     | 31                                     |

| Détails de l'album                                                                     | Contenu | Contenu | Certifications |
| Détails de l'album                                                                     | Compact Disc 1 | Compact Disc 2 | Certifications |
| -------------------------------------------------------------------------------------- | --- | --- | -------------- |
| - Sortie: 10 novembre 2008 - Label: UMG - Formats: 2 x CD - AllMusic Lien - Titres: 40 | Pictures of Matchstick Men Ice in the Sun Down the Dustpipe In My Chair Paper Plane Mean Girl Caroline Break the Rules Down Down Rol Over Lay Down (Live) Rain Mystery Song Wild Side of Life Rockin' All Over the World Again and Again Whatever You Want Living on a Island What You're Proposing Lies Don't Drive My Car | Something 'Bout You Baby I Like Rock 'n' Roll Dear John Ol' Rag of Blues A Mess of Blues Marguerita Time The Wanderer Rollin' Home Red Sky In the Army Now Ain't Complaining Burning Bridges The Anniversary Waltz (Part 1) I Didn't Mean It Fun, Fun, Fun Jam Side Down You'll Come 'Round The Party Ain't Over Yet Beginning of the End It's Christmas Time | Or             |

| Position dans les classements musicaux | Position dans les classements musicaux | Position dans les classements musicaux |
| ECO                                    | UK                                     | SWE                                    |
| -------------------------------------- | -------------------------------------- | -------------------------------------- |
| 8                                      | 2                                      |                                        |

| Détails de l'album                                                     | Contenu | Contenu | Contenu | Certifications |
| Détails de l'album                                                     | Compact Disc 1 | Compact Disc 2 | Compact Disc 3 | Certifications |
| ---------------------------------------------------------------------- | --- | --- | --- | -------------- |
| - Sortie: 20 novembre 2015 - Label: UMG - Formats: 3 x CD - Titres: 54 | Pictures of Matchstick Men Ice in the Sun Down the Dustpipe In My Chair Mean Girl Gerdundula Don't Waste My Time Big Fat Mama Paper Plane Claudie Caroline Softer Ride Forty Five Hundred Times Break the Rules Little Lady Down Down Roll Over and Lay Down (Live) | Rain Mystery Song Wild Side of Life Rockin' All Over the World Dirty Water Hold You Back Again and Again Whatever You Want Living on a Island What You're Proposing Rock 'n' Roll Something 'Bout You Baby I Like Marguerita Time The Wanderer Red Sky Burning Bridges The Anniversary Waltz (Part 1) The Way It Goes | Jam Side Down Blues and Rhythm Old Time Rock and Roll The Party Ain't Over Yet Beginning of the End Two Way Traffic Rock And Roll And You In the Army Now Looking Out For Caroline Gogogo Bula Bula Quo Backwater (Live) Just Take Me (Live) Is There A Better Way (Live) Blue Eyed Lady (Live) And It's Better Now (Acoustic) Don't Drive My Car (Acoustic) Rock 'Til You Drop (Acoustic) Pictures of Matchstick Men (Live) | Argent         |

| Position dans les classements musicaux |
| UK                                     |
| -------------------------------------- |
| 21                                     |

| Détails de l'album                                                   | Contenu | Contenu | Contenu |
| Détails de l'album                                                   | Compact Disc 1 | Compact Disc 2 | Compact Disc 3 |
| -------------------------------------------------------------------- | --- | --- | --- |
| - Sortie: 6 octobre 2017 - Label: UMG - Formats: 3 x CD - Titres: 60 | Pictures of Matchstick Men Black Veils Of Melancholy Ice in the Sun Make Me Stay A Little Bit Longer Are You Growing Tired Of My Love Down The Dustpipe Tune To the Music Mean Girl Paper Plane Caroline Roll Over Lay Down (Live) Break The Rules Down Down Rain Wild Side Of Life Rockin' All Over The World Hold You Back Again and Again Accident Prone Whatever You Want Living On A Island | What You're Proposing Lies Rock 'N Roll Something 'Bout You Baby I Like Dear John Ol' Rag Blues Marguerita Time The Wanderer Rollin' Home In The Army Now Dreamin' Ain't Complaining Not At All Can't Give You More I Didn't Mean It The Way It Goes The Oriental The Party Ain't Over Beginning Of The End Looking Out For Caroline | The Spectres – I (Who Have Nothing) The Spectres –Hurdy Gurdy Man Traffic Jam – Status Quo – The Anniversary Waltz (Part 1) Status Quo – Roadhouse Medley (Anniversary Waltz Part 25) Status Quo – In The Army Now (Military Mix) Status Quo – Running All Over The World Status Quo – It's Christmas Time Status Quo - Blue Eyed Lady (The Frantic Four Live) Status Quo – Caroline (Aquostic Version) Status Quo – Hold You Back (Aquostic Version - Radio Edit) Andy Bown – Another Shipwreck Mitchell / Coe Mysteries – Ships In The Night The Party Boys (3) ft. Alan Lancaster – He's Gonna Step On You Again Rhino's Revenge – Mine All Mine Francis Rossi – One Step At A Time Francis Rossi – Faded Memory Andy Bown – Rubber Gloves Scooter & Status Quo – Jump That Rock (Whatever You Want) |

| Position dans les classements musicaux | Position dans les classements musicaux |
| ALL                                    | AUT                                    |
| -------------------------------------- | -------------------------------------- |
| 49                                     | 68                                     |

| Détails de l'album                                                            | Contenu | Contenu |
| Détails de l'album                                                            | Disc 1 | Disc 2 |
| ----------------------------------------------------------------------------- | --- | --- |
| - Sortie: 16 septembre 2022 - Label: Ear Music - Formats: 2 x CD - Titres: 35 | Backbone (mix 2022) Looking Out For Caroline Two Way Traffic In the Army Now (Studio version 2010) Beginning of the End Round and Round Rock 'N' Roll 'N' You Rainning In My Heart Liberty Lane Jam side Down Running Inside My Head Electric Arena Twenty Wild Horses Blues And Rhythm Gotta Get Up And Go The Way It Goes Bula Bula Quo - Kua Ni Lega | Caroline (Studio Version 2022) Paper Plane (Studio Version 2022) Rockin' All Over The World (Studio Version 2022) Face The Music (7” single A-Side) Cut Me Some Slack (Out Out Quo'in Mix) The Party Ain't Over Yet (Single Mix) Fun Fun Fun Pictures Of Matchtick Men (Aquostic Studio Version) That's a Fact I'm Not Ready Tilting At The Mill I'm Watching Over You Mortified Temporary Friend I'll Nevet Get Over You Live Medley Down Down (Aquostic Studio Version) It's Christmas Time |

| Position dans les classements musicaux | Position dans les classements musicaux | Position dans les classements musicaux | Position dans les classements musicaux | Position dans les classements musicaux |
| UK                                     | ALL                                    | BEL (V)                                | ECO                                    | SUI                                    |
| -------------------------------------- | -------------------------------------- | -------------------------------------- | -------------------------------------- | -------------------------------------- |
| 80                                     | 35                                     | 109                                    | 12                                     | 15                                     |

## Singles

### Singles de 1966 à 1969
- Note: Trois singles étaient sortis alors que le groupe s'appellait The Spectres et un sous le nom de Traffic Jam. Ces quatre singles n'entrèrent pas dans les classements musicaux.

| Titre                                                                              | Groupe          |
| ---------------------------------------------------------------------------------- | --------------- |
| "I (Who Have Nothing)" - Sortie: 9 septembre 1966 - Face B: "Neighbour Neighbour"  | The Spectres    |
| "Hurdy Gurdy Man" - Sortie: 18 novembre 1966 - Face B: "Laticia"                   | The Spectres    |
| "(We ain't Got)Nothing Yet" - Sortie: 10 février 1967 - Face B: "I Want It"        | The Spectres    |
| "Almost But Not Quite There" - Sortie: 16 juin 1967 - Face B: "Wait Just a Minute" | The Traffic Jam |

- Notes: Les singles de 1968 sont sortis sous le nom de The Status Quo

Plus de 60 titres classés dans les hit-parades anglais (dont 22 dans le top 10).
| Titre                                                                                           | Position dans les chartes | Position dans les chartes | Position dans les chartes | Position dans les chartes | Position dans les chartes | Position dans les chartes | Position dans les chartes | Position dans les chartes | Position dans les chartes | Position dans les chartes | Album                                                   |
| Titre                                                                                           | R-U                       | ALL                       | AUT                       | BEL (V)                   | BEL (W)                   | CAN                       | IRL                       | P-B                       | SUI                       | USA                       | Album                                                   |
| ----------------------------------------------------------------------------------------------- | ------------------------- | ------------------------- | ------------------------- | ------------------------- | ------------------------- | ------------------------- | ------------------------- | ------------------------- | ------------------------- | ------------------------- | ------------------------------------------------------- |
| "Pictures of Matchstick Men" - Sortie: 5 janvier 1968 - Face B: "Gentleman Joe's Sidewalk Cafe" | 7                         | 7                         | 18                        | —                         | 18                        | 8                         | —                         | 3                         | 5                         | 12                        | Picturesque Matchstickable Messages from the Status Quo |
| "Black Veils of Melancholy" - Sortie: 29 mars 1968 - Face B: "To Be Free"                       | —                         | 36                        | —                         | —                         | —                         | —                         | —                         | —                         | —                         | —                         | Picturesque Matchstickable Messages from the Status Quo |
| "Ice in the Sun" - Sortie: 26 juillet 1968 - Face B: "When My Mind is Not Love"                 | 8                         | 17                        | —                         | 19                        | 48                        | —                         | 17                        | —                         | —                         | —                         | Picturesque Matchstickable Messages from the Status Quo |
| "Technicolor Dreams" - Sortie: 2 novembre 1968 - Face B: "Paradise Flat"                        | —                         | —                         | —                         | —                         | —                         | —                         | —                         | —                         | —                         | —                         | Picturesque Matchstickable Messages from the Status Quo |
| "Make Me Stay A Bit Longer" - Sortie: 2 février 1969 - Face B: "Auntie Nelly"                   | —                         | —                         | —                         | —                         | —                         | —                         | —                         | —                         | —                         | —                         | Non Album Single                                        |
| Are You Growing Tired of My Love - Sortie: 25 avril 1969 - Face B: "So Ends Another Life"       | 46                        | —                         | —                         | —                         | —                         | —                         | —                         | —                         | —                         | —                         | Spare Parts                                             |
| The Price of Love - Sortie: 26 septembre 1969 - Face B: "Little Miss Nothing"                   | —                         | —                         | —                         | —                         | —                         | —                         | —                         | —                         | —                         | —                         | The Golden Hour of Status Quo                           |

### Singles de 1970 à 1979
| Titre                                                                                        | Position dans les chartes | Position dans les chartes | Position dans les chartes | Position dans les chartes | Position dans les chartes | Position dans les chartes | Position dans les chartes | Position dans les chartes | Position dans les chartes | Position dans les chartes | Position dans les chartes | Position dans les chartes | Position dans les chartes | Album                       |
| Titre                                                                                        | R-U                       | ALL                       | AUT                       | BEL (V)                   | BEL (W)                   | FRA                       | IRL                       | ITA                       | NOR                       | N-Z                       | P-B                       | SUE                       | SUI                       | Album                       |
| -------------------------------------------------------------------------------------------- | ------------------------- | ------------------------- | ------------------------- | ------------------------- | ------------------------- | ------------------------- | ------------------------- | ------------------------- | ------------------------- | ------------------------- | ------------------------- | ------------------------- | ------------------------- | --------------------------- |
| "Down the Dustpipe" - Sortie: 6 mars 1970 - Face B: "Face without a Soul"                    | 12                        | —                         | —                         | —                         | —                         | —                         | 11                        | —                         | —                         | —                         | —                         | —                         | —                         | Non Album Single            |
| "In My Chair" - Sortie: 23 octobre 1970 - Face B: "Gerdundula"                               | 21                        | 38                        | —                         | —                         | —                         | —                         | —                         | —                         | —                         | —                         | —                         | —                         | —                         | Non Album Single            |
| "Tune to the Music" - Sortie: 18 juin 1971 - Face B: "Good Thinking"                         | —                         | —                         | —                         | —                         | —                         | —                         | —                         | —                         | —                         | —                         | —                         | —                         | —                         | Non Album Single            |
| "Paper Plane" - Sortie: 10 novembre 1972 - Face B: "Softer Ride"                             | 8                         | 42                        | —                         | —                         | —                         | —                         | 11                        | —                         | —                         | —                         | —                         | —                         | —                         | Piledriver                  |
| "Mean Girl" - Sortie: 22 février 1973 - Face B: "Everything"                                 | 20                        | 40                        | —                         | —                         | —                         | —                         | —                         | —                         | —                         | —                         | 14                        | —                         | —                         | Dog of Two Head             |
| "Gerdundula" - Sortie: Juillet 1973 - Face B: "Lakky Lady"                                   | —                         | —                         | —                         | —                         | —                         | —                         | —                         | —                         | —                         | —                         | —                         | —                         | —                         | Dog of Two Head             |
| "Caroline" - Sortie: 31 août 1973 - Face B: "Joanne" - Argent                                | 5                         | 36                        | —                         | —                         | 49                        | 63                        | 11                        | —                         | —                         | —                         | —                         | —                         | —                         | Hello!                      |
| "Break the Rules" - Sortie: 26 avril 1974 - Face B: "Lonely Nights"                          | 8                         | 18                        | —                         | —                         | —                         | 31                        | —                         | —                         | —                         | —                         | —                         | —                         | —                         | Quo                         |
| "Down Down" - Sortie: 29 novembre 1974 - Face B: "Nightride" - Argent                        | 1                         | 7                         | 14                        | 1                         | 9                         | 23                        | 2                         | —                         | 8                         | —                         | 1                         | —                         | 2                         | On the Level                |
| "Roll Over Lay Down" - Sortie: 13 mai 1975 - Face B: " Gerdundula /Junior's Wailing"         | 9                         | 15                        | —                         | 5                         | 32                        | —                         | —                         | —                         | 7                         | 33                        | 2                         | 20                        | —                         | Quo Live! (Ep)              |
| "Rain" - Sortie: 6 février 1976 - Face B: "You Lost the Love"                                | 7                         | 27                        | —                         | 10                        | 29                        | 35                        | 14                        | —                         | —                         | —                         | 5                         | —                         | 8                         | Blue for You                |
| "Mystery Song" - Sortie: 2 juillet 1976 - Face B: "Drifting Away                             | 11                        | 38                        | —                         | 21                        | 28                        | —                         | —                         | —                         | —                         | —                         | 15                        | 13                        | —                         | Blue for You                |
| "Wild Side of Life" - Sortie: 3 décembre 1976 - Face B: "All Through the Night" - Argent     | 9                         | 15                        | —                         | 22                        | 43                        | 70                        | 12                        | —                         | —                         | —                         | 18                        | —                         | —                         | Non album single            |
| "Rockin' All Over the World" - Sortie: 30 septembre 1977 - Face B: "Rinf of Change" - Or     | 3                         | 7                         | 22                        | 18                        | 38                        | 32                        | 1                         | —                         | —                         | 29                        | 11                        | —                         | 3                         | Rockin' All Over the World  |
| "Rockers Rollin" - Sortie: 2 novembre 1977 - Face B: "Hold You Back"                         | —                         | 30                        | —                         | 15                        | —                         | —                         | —                         | —                         | —                         | —                         | 6                         | —                         | —                         | Rockin' All Over the World  |
| "Again and Again" - Sortie: 25 août 1978 - Face B: "Too Far Gone"                            | 13                        | 18                        | —                         | 28                        | —                         | —                         | 5                         | —                         | —                         | —                         | 9                         | —                         | 8                         | If You Can't Stand the Heat |
| "Accident Prone" - Sortie: 17 novembre 1978 - Face B: "Let Me Fly"                           | 36                        | 19                        | —                         | 15                        | —                         | —                         | —                         | —                         | —                         | —                         | 10                        | —                         | —                         | If You Can't Stand the Heat |
| "Whatever You Want" - Sortie: 14 septembre 1979 - Face B: "Hard Ride" - Argent               | 4                         | 12                        | 11                        | 4                         | —                         | —                         | 5                         | 15                        | —                         | —                         | 5                         | —                         | —                         | Whatever You Want           |
| "Living on an Island" - Sortie: 16 novembre 1979 - Face B: "Runaway" ("Down Down" en France) | 16                        | 38                        | —                         | —                         | —                         | —                         | 12                        | —                         | —                         | —                         | 25                        | —                         | —                         | Whatever You Want           |

### Singles de 1980 à 1989
| Titre                                                                                                  | Position dans les chartes | Position dans les chartes | Position dans les chartes | Position dans les chartes | Position dans les chartes | Position dans les chartes | Position dans les chartes | Position dans les chartes | Position dans les chartes | Position dans les chartes | Position dans les chartes | Album              |
| Titre                                                                                                  | R-U                       | ALL                       | AUT                       | BEL (V)                   | FRA                       | IRL                       | ITA                       | NOR                       | P-B                       | SUE                       | SUI                       | Album              |
| --- | ------------------------- | ------------------------- | ------------------------- | ------------------------- | ------------------------- | ------------------------- | ------------------------- | ------------------------- | ------------------------- | ------------------------- | ------------------------- | ------------------ |
| "What You're Proposing" - Sortie: 3 octobre 1980 - Face B: "AB Blues" - Argent                         | 2                         | 3                         | 4                         | 7                         | 34                        | 2                         | —                         | —                         | 4                         | —                         | 2                         | Just Supposin'     |
| "Lies" - Sortie: 28 novembre 1980 - Face A': "Don't Drive My Car" - Argent                             | 11                        | 38                        | 9                         | 31                        | —                         | 10                        | —                         | —                         | 24                        | —                         | —                         | Just Supposin'     |
| "Something 'bout You Baby (I Like)" - Sortie: 20 février 1981 - Face B: "Enough Is Enough              | 9                         | 49                        | —                         | —                         | 37                        | 7                         | 45                        | 9                         | 15                        | —                         | 10                        | Never Too Late     |
| "Rock'n'Roll" - Sortie: 20 novembre 1981 - Face B: "Hold You Back" / "Backwater" - Argent              | 8                         | —                         | —                         | 33                        | —                         | 3                         | —                         | —                         | 20                        | —                         | —                         | Just Supposin'     |
| "Dear John" - Sortie: 19 mars 1982 - Face B: "I Want the World to Know"                                | 10                        | —                         | —                         | 18                        | —                         | 10                        | —                         | —                         | 24                        | —                         | —                         | 1+9+8+2            |
| "She Don't Fool me" - Sortie: 4 juin 1982 - Face B: "Never Too Late"                                   | 36                        | —                         | —                         | —                         | —                         | —                         | —                         | —                         | —                         | —                         | —                         | 1+9+8+2            |
| "Jealousy" - Sortie: 1982 - Face B: "Calling the Shots"                                                | —                         | —                         | —                         | —                         | —                         | —                         | —                         | —                         | —                         | —                         | —                         | 1+9+8+2            |
| "Caroline (Live at the N.E.C.)" - Sortie: 22 octobre 1982 - Face B: "Dirty Water (Live at the N.E.C.)" | 13                        | —                         | —                         | —                         | —                         | 12                        | —                         | —                         | —                         | —                         | —                         | Live at the N.E.C. |
| "Ol' Rag Blues" - Sortie: 2 septembre 1983 - Face B: "Stay the Night"                                  | 9                         | 47                        | —                         | 31                        | —                         | 7                         | —                         | —                         | 20                        | —                         | 17                        | Back to Back       |
| "A Mess of Blues" - Sortie: 28 novembre 1983 - Face B: "Big Man"                                       | 15                        | —                         | —                         | —                         | —                         | 12                        | —                         | —                         | —                         | —                         | —                         | Back to Back       |
| "Marguerita Time" - Sortie: 2 décembre 1983 - Face B: "Resurrection" - Argent                          | 3                         | 52                        | —                         | —                         | —                         | 7                         | —                         | —                         | 35                        | —                         | 23                        | Back to Back       |
| "Going Down Town Tonight" - Sortie: 11 mai 1984 - Face B: "To Close to the Ground"                     | 20                        | —                         | —                         | —                         | —                         | 14                        | —                         | —                         | —                         | —                         | —                         | Back to Back       |
| "The Wanderer" - Sortie: 19 octobre 1984 - Face B: "Can't Be Done"                                     | 7                         | —                         | —                         | 9                         | —                         | 3                         | —                         | —                         | 6                         | —                         | 10                        | 12 Gold Bars Vol.2 |
| "Rollin' Home" - Sortie: 9 mai 1986 - Face B: "Lonely"                                                 | 9                         | —                         | —                         | —                         | —                         | 1                         | —                         | 9                         | 43                        | —                         | 10                        | In the Army Now    |
| "Red Sky" - Sortie: 18 juillet 1986 - Face B: "Don't Give It Up"                                       | 19                        | —                         | —                         | —                         | —                         | 5                         | —                         | —                         | —                         | —                         | 29                        | In the Army Now    |
| "In the Army Now" - Sortie: 22 septembre 1986 - Face B: "Heartburn" - Argent                           | 2                         | 1                         | 1                         | 15                        | 2                         | 1                         | —                         | 2                         | 15                        | 6                         | 1                         | In the Army Now    |
| "Dreamin'" - Sortie: 28 novembre 1986 - Face B: "Long Legged Girl"                                     | 15                        | 20                        | —                         | —                         | —                         | 11                        | —                         | —                         | —                         | —                         | 17                        | In the Army Now    |
| "Ain't Complaining" - Sortie: 14 mars 1988 - Face B: "That's Alright"                                  | 19                        | 39                        | 5                         | —                         | —                         | 8                         | —                         | —                         | —                         | —                         | 21                        | Ain't Complaining  |
| "Who Gets the Love?" - Sortie: 9 mai 1988 - Face B: "Halloween"                                        | 34                        | —                         | —                         | —                         | —                         | 27                        | —                         | —                         | —                         | —                         | —                         | Ain't Complaining  |
| "Running All Over the World" - Sortie: 8 août 1988 - Face B: "Magic"                                   | 17                        | 48                        | —                         | —                         | —                         | 9                         | —                         | —                         | —                         | —                         | —                         | Ain't Complaining  |
| "Burning Bridges" - Sortie: 21 novembre 1988 - Face B: "Whatever You Want" - Argent                    | 5                         | —                         | —                         | —                         | —                         | 8                         | —                         | —                         | —                         | —                         | —                         | Ain't Complaining  |
| "Not at All" - Sortie: 16 octobre 1989 - Face B: "Gone Thru' the Slips"                                | 50                        | —                         | —                         | —                         | —                         | —                         | —                         | —                         | —                         | —                         | —                         | Perfect Remedy     |
| "Little Dreamer" - Sortie: 27 novembre 1989 - Face B: "Rotten to the Bone"                             | 76                        | —                         | —                         | —                         | —                         | —                         | —                         | —                         | —                         | —                         | —                         | Perfect Remedy     |

### Singles de 1990 à 1999
| Titre | Position dans les chartes | Position dans les chartes | Position dans les chartes | Position dans les chartes | Position dans les chartes | Position dans les chartes | Position dans les chartes | Position dans les chartes | Position dans les chartes | Album               |
| Titre | R-U                       | ALL                       | AUT                       | BEL (V)                   | IRL                       | N-Z                       | P-B                       | SUE                       | SUI                       | Album               |
| --- | ------------------------- | ------------------------- | ------------------------- | ------------------------- | ------------------------- | ------------------------- | ------------------------- | ------------------------- | ------------------------- | ------------------- |
| "The Anniversary Waltz Part One" - Sortie: 17 septembre 1990 - Face B: "The Power of Rock" - Argent                         | 2                         | 17                        | 9                         | 13                        | 3                         | 30                        | 5                         | 10                        | 12                        | Non album single    |
| "The Anniversary Waltz Part Two" - Sortie: 3 décembre 1990 - Face B: "Dirty Water" (live)                                   | 16                        | —                         | —                         | 33                        | 14                        | —                         | 66                        | —                         | —                         | Non album single    |
| "Can't Give You More" - Sortie: 27 août 1991 - Face B: "Dead in the Water"                                                  | 37                        | —                         | —                         | —                         | —                         | —                         | —                         | 34                        | —                         | Rock 'til You Drop  |
| "Rock 'til You Drop" - Sortie: 6 janvier 1992 - Face B: "Medley"                                                            | 38                        | —                         | —                         | —                         | —                         | —                         | —                         | —                         | —                         | Rock 'til You Drop  |
| "Roadhouse Medley" - Sortie: 28 septembre 1992 - Face B: "Roadhouse Blues" (extended version)                               | 21                        | —                         | —                         | —                         | 27                        | —                         | —                         | —                         | —                         | Live Alive Quo      |
| "I Didn't Mean It" - Sortie: 25 juillet 1994 - Face B: "Whatever You Want"                                                  | 21                        | —                         | —                         | —                         | 23                        | —                         | —                         | 21                        | —                         | Thirsty Work        |
| "Sherry Don't Fail Me now" - Sortie: Octobre 1994 - Face B: "Beautiful"                                                     | 38                        | —                         | —                         | —                         | —                         | —                         | —                         | —                         | —                         | Thirsty Work        |
| "Restless" - Sortie: Novembre 1994 - Face B: "And I Do"                                                                     | 39                        | —                         | —                         | —                         | —                         | —                         | —                         | —                         | —                         | Thirsty Work        |
| "When You Walk in the Room" - Sortie: 23 octobre 1995 - Face B: "Tilting at the Mill"                                       | 34                        | —                         | —                         | —                         | —                         | —                         | —                         | —                         | —                         | Don't Stop          |
| "Fun Fun Fun" - Réalisé sous Status Quo and The Beach Boys - Sortie: 19 février 1996 - Face B: "Mortified"                  | 24                        | 81                        | —                         | —                         | —                         | —                         | —                         | —                         | —                         | Don't Stop          |
| "Don't Stop" - Sortie: 18 mars 1996 - Face B: "Temporary Friend"                                                            | 35                        | —                         | —                         | —                         | —                         | —                         | —                         | —                         | —                         | Don't Stop          |
| "All Around My Hat" - Réalisé sous Status Quo and Maddy Prior - Sortie: 28 octobre 1996 - Face B: "I'll Never Get Over You" | 47                        | —                         | —                         | —                         | —                         | —                         | —                         | —                         | —                         | Don't Stop          |
| "The Way It Goes" - Sortie: 8 mars 1999 - Face B: "Sea Cruise"                                                              | 39                        | —                         | —                         | —                         | —                         | —                         | 62                        | —                         | —                         | Under the Influence |
| "Little White Lies" - Sortie: 1er juin 1999 - Face B: "I Knew the Bride"                                                    | 47                        | —                         | —                         | —                         | —                         | —                         | 73                        | —                         | —                         | Under the Influence |
| "Twenty Wild Horses" - Sortie: 20 septembre 1999 - Face B: "Analyse Time / Obstuction Day"                                  | 53                        | —                         | —                         | —                         | —                         | —                         | 96                        | —                         | —                         | Under the Influence |

### Singles de 2000 à aujourd'hui
- Note : Aucun single de cette période n'a été certifié.

| Titre | Position dans les chartes | Position dans les chartes | Position dans les chartes | Position dans les chartes | Position dans les chartes | Position dans les chartes | Position dans les chartes | Album                            |
| Titre | R-U                       | ALL                       | AUT                       | BEL (V)                   | BEL (W)                   | P-B                       | SUI                       | Album                            |
| --- | ------------------------- | ------------------------- | ------------------------- | ------------------------- | ------------------------- | ------------------------- | ------------------------- | -------------------------------- |
| "Mony Mony" - Sortie: 1er mai 2000 - Face B: "Famous In the Last Century / Gerdundula (live)"                                                                | 50                        | —                         | —                         | —                         | —                         | —                         | —                         | Famous in the Last Century       |
| "Old Time Rock and Roll" - Sortie: 2 octobre 2000 - Face B: "Forty Five Hundred Times / Rain"                                                                | 78                        | —                         | —                         | —                         | —                         | —                         | —                         | Famous in the Last Century       |
| "Jam Side Down" - Sortie: 5 août 2002 - Face B: "The Madness"                                                                                                | 17                        | —                         | —                         | —                         | —                         | —                         | —                         | Heavy Traffic                    |
| "All Stand Up" - Sortie: 28 octobre 2002 - Face B: "You Let Me Down"                                                                                         | 51                        | —                         | —                         | —                         | —                         | —                         | —                         | Heavy Traffic                    |
| "You'll Come 'Round" - Sortie: 13 septembre 2004 - Face B: "Lucinda / Down Down (live)"                                                                      | 14                        | —                         | —                         | —                         | —                         | —                         | —                         | XS All Aeras - The Greatest Hits |
| "Thinking of You" - Sortie: 22 novembre 2004 - Face B: "Mystery Meddley (live)"                                                                              | 21                        | —                         | —                         | —                         | —                         | —                         | —                         | XS All Aeras - The Greatest Hits |
| "The Party Ain't Over Yet" - Sortie: 12 septembre 2005 - Face B: "I'm Watching Over You"                                                                     | 11                        | 90                        | —                         | —                         | —                         | —                         | —                         | The Party Ain't Over Yet         |
| "All That Counts Is Love" - Sortie: 31 octobre 2005 - Face B: "Belavista Man" (live)                                                                         | 29                        | —                         | —                         | —                         | —                         | —                         | —                         | The Party Ain't Over Yet         |
| "Beginning of the End" - Sortie: 10 septembre 2007 - Face B: "Beginning of the End" (radio edit)                                                             | 48                        | —                         | —                         | —                         | —                         | —                         | —                         | In Search of the Fourth Chord    |
| It's Christmas Time - Sortie: 8 décembre 2008 - Face B: "Pictures of Matchstick Men" / "Ice in the Sun"                                                      | 40                        | —                         | —                         | —                         | —                         | —                         | —                         | Pictures - 40 Years of Hits      |
| "Jump That Rock (Whatever You Want)" - Réalisé sous Scooter vs Status Quo - Sortie: 15 décembre 2008 - Face B: "The Hi Hat song"                             | 57                        | 11                        | 19                        | —                         | —                         | 91                        | 79                        | Jumping All Over the World       |
| "In the Army Now" - Réalisé sous Status Quo with The Corps of Army Music Choir - Sortie: 25 septembre 2010 - Face B: "Caroline" / "Whatever You Want" (live) | 31                        | —                         | —                         | —                         | —                         | —                         | —                         | Non album single                 |
| "Rock 'n' Roll 'n' You" - Sortie: 2 avril 2011 | —                         | —                         | —                         | —                         | —                         | —                         | —                         | Quid Pro Quo                     |
| "Two Way Traffic" (Promo) - Sortie: 2 août 2011 - Téléchargement uniquement                                                                                  | —                         | —                         | —                         | —                         | —                         | —                         | —                         | Quid Pro Quo                     |
| "Better Than That" (Promo) - Sortie: 25 novembre 2011 - Face B: "Two way Traffic" / "Let's Rock" (live) - Téléchargement uniquement                          | —                         | —                         | —                         | —                         | —                         | —                         | —                         | Quid Pro Quo                     |
| "Movin' On" (Promo) - Sortie: 20 décembre 2011 - Téléchargement uniquement                                                                                   | —                         | —                         | —                         | —                         | —                         | —                         | —                         | Quid Pro Quo                     |
| "The Winner" (Podium Mix) (Promo) - Sortie: 1er juillet 2012 - Téléchargement uniquement                                                                     | —                         | —                         | —                         | —                         | —                         | —                         | —                         | Non album single                 |
| "Bula Bula Quo" - Sortie: 1er juin 2013 - Téléchargement uniquement                                                                                          | —                         | —                         | —                         | —                         | Tip 47                    | —                         | —                         | Bula Quo!                        |
| "Looking Out for Caroline" - Sortie: 1er août 2013 - Téléchargement uniquement                                                                               | —                         | —                         | —                         | Tip 79                    | —                         | —                         | —                         | Bula Quo!                        |
| "And It's Better Now" - Sortie: 1er juin 2014 - Téléchargement uniquement                                                                                    | —                         | —                         | —                         | —                         | —                         | —                         | —                         | Aquostic (Stripped Bare)         |
| "Pictures of Matchstick Men" - Sortie: 1er décembre 2014 - Téléchargement uniquement                                                                         | —                         | —                         | —                         | —                         | —                         | —                         | —                         | Aquostic (Stripped Bare)         |
| "Paper Plane" - Sortie: 1er février 2015 - Téléchargement uniquement                                                                                         | —                         | —                         | —                         | —                         | —                         | —                         | —                         | Aquostic (Stripped Bare)         |
| "Break the Rules" - Sortie: 1er mai 2015 - Téléchargement uniquement                                                                                         | —                         | —                         | —                         | —                         | —                         | —                         | —                         | Aquostic! Live at the Roundhouse |
| "That's a Fact" - Sortie: 1er septembre 2016 - Téléchargement uniquement                                                                                     | —                         | —                         | —                         | Tip                       | —                         | —                         | —                         | Aquostic II: That's a Fact       |
| "Hold You Back" - Sortie: 1er novembre 2016 - Téléchargement uniquement                                                                                      | —                         | —                         | —                         | —                         | —                         | —                         | —                         | Aquostic II: That's a Fact       |
| "Backbone" - Sortie: 6 septembre 2019 - Face B: "Liberty Lane"                                                                                               | —                         | —                         | —                         | Tip                       | Tip                       | —                         | —                         | Backbone                         |
| "Liberty Lane" - Sortie: 9 août 2019 - Téléchargement uniquement                                                                                             | —                         | —                         | —                         | —                         | —                         | —                         | —                         | Backbone                         |

## Note
- On peut retrouver 3 titres, Dirty Water, Whatever You Want et Rockin All Over The world sur la compilation Knebworth - The Album sorti en 1990.